# Martti Korhonen
Martti Allan Korhonen (ur. 27 lutego 1953 w Oulu) – fiński polityk, były minister spraw regionalnych i przewodniczący Sojuszu Lewicy, od 1991 do 2015 poseł do Eduskunty.

## Życiorys
Z wykształcenia mechanik samochodowy, pracował w tym zawodzie w latach 1971–1986. Następnie do 1991 był zatrudniony w branży handlowej.
W 1991 po raz pierwszy uzyskał mandat deputowanego do fińskiego parlamentu. W kolejnych wyborach (1995, 1999, 2003, 2007 i 2011) skutecznie ubiegał się o reelekcję w okręgu wyborczym Oulu. Pełnił m.in. funkcję przewodniczącego klubu poselskiego Sojuszu Lewicy. Od 1999 do 2003 w drugim rządzie Paava Lipponena sprawował nowo powołany urząd ministra spraw regionalnych.
W 2006 został przewodniczącym Sojuszu Lewicy, stanowisko to zajmował przez trzy lata. W 2009 zastąpił go Paavo Arhinmäki.